# 阿尔维德·霍尔恩
阿维德·霍恩伯爵（瑞典語：Arvid Bernhard Horn af Ekebyholm，1664年4月6日—1742年4月18日），是18世纪的瑞典将军、外交官和政要，贵族霍恩家族的成员。他曾两次担任枢密院议长，执掌国家军政大权长达27年，是瑞典自由时代的代表人物之一。